# Radiologia dell'apparato urinario
La radiologia dell'apparato urinario permette di studiare le anomalie morfologiche di questo sistema tramite l'ecografia, la radiologia tradizionale, (urografia), la tomografia computerizzata (fra cui l'uro-TC) e l'imaging a risonanza magnetica (fra cui la pielo-RM). La scintigrafia renale, eseguita nei reparti di medicina nucleare, permette invece lo studio della funzione separata dei due reni e del deflusso urinario lungo tutto l'apparato.

## Metodiche radiologiche

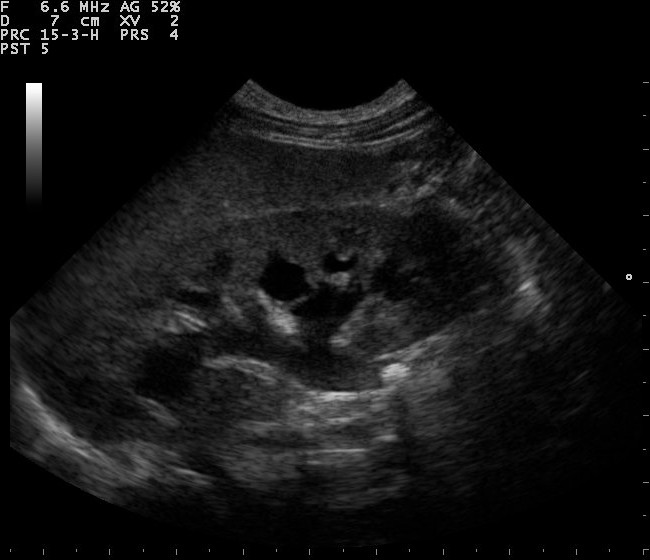
un rene visto in ecografia

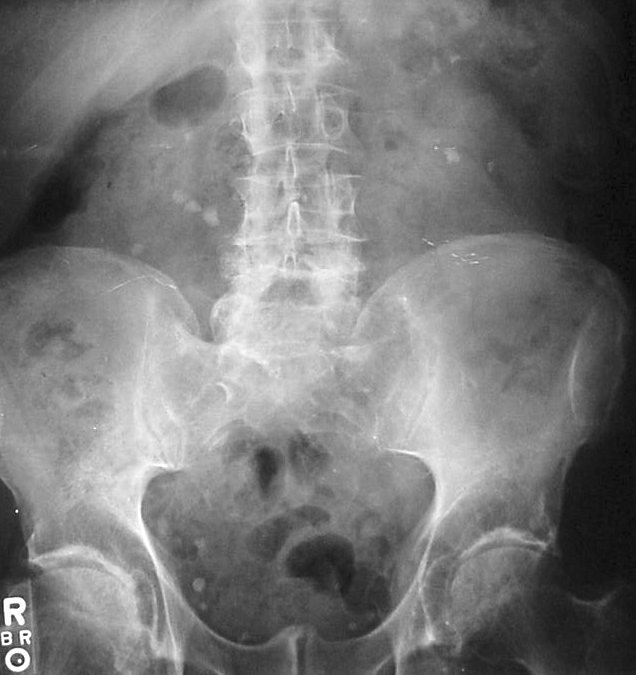
calcoli renali bilaterali osservati all'esame radiografico diretto dell'addome. In pelvi è possibile osservare dei fleboliti

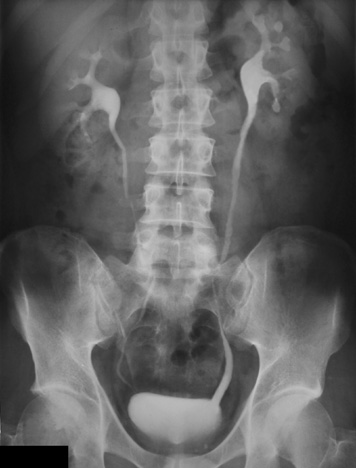
Immagine radiologica di una urografia

le varie fasi di un'urografia

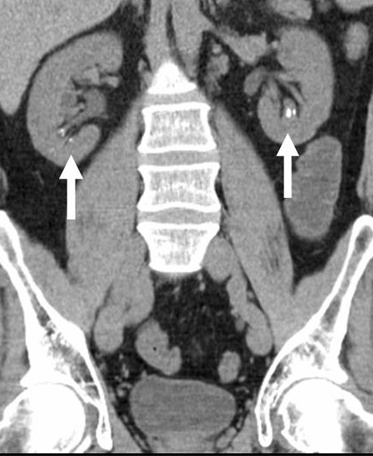
calcolosi renale bilaterale multipla vista alla TC

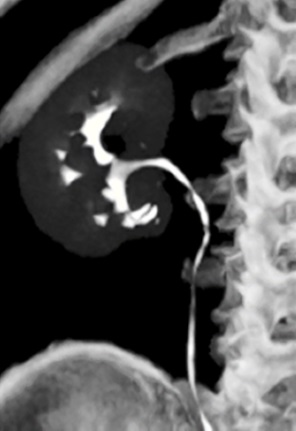
Uro-TC

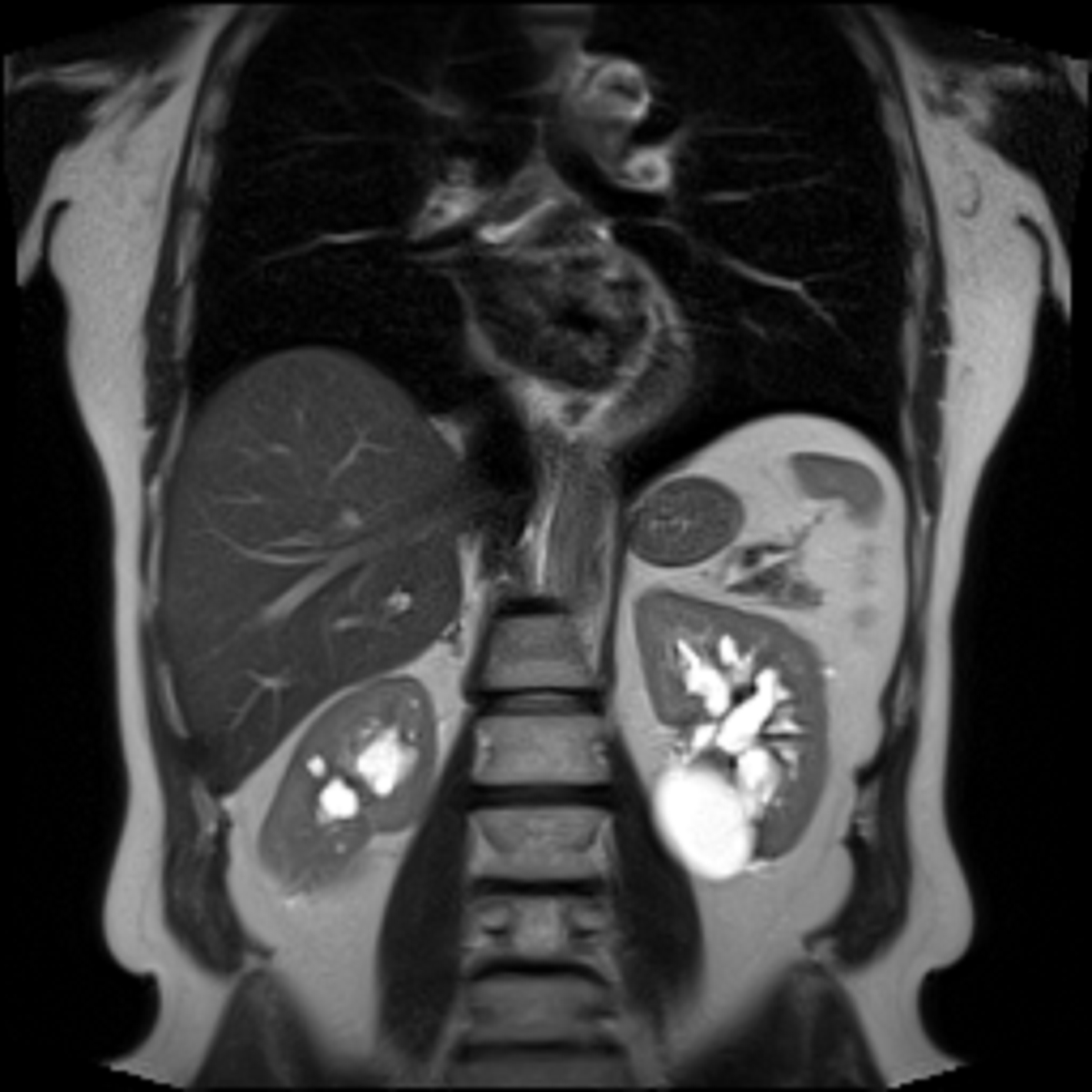
Cisti renale a sinistra vista in RM (sequenza T2 pesata)

### Ecografia
È l'indagine radiologica di primo livello per lo studio dei reni e della vescica; mentre permette di osservare gli ureteri nella loro porzione prossimale solo se questi sono dilatati. A livello renale consente di studiare sia le lesioni solide sia quelle cistiche, oltre alla patologia traumatica ed alla calcolosi (i calcoli renali appaiono iperecogeni e con un cono d'ombra che diparte a loro posteriormente rispetto alla sonda). La parete vescicale può essere studiata solo se la vescica è piena. Lo studio di questo apparato viene di norma effettuato con sonde da 3,5-5 MHz.

### Radiologia tradizionale
L'esame radiografico diretto (effettuato senza impiegare mezzo di contrasto) è utile per evidenziare calcoli o calcificazioni vascolari, mentre consente di valutare solo in modo approssimativo la forma, i rapporti anatomici e la dimensione dei reni. Prima della sua esecuzione è necessario che il paziente assuma un lassativo per eliminare il più possibile il contenuto intestinale (e quindi l'aria al suo interno).
L'urografia si effettua somministrando un mezzo di contrasto al paziente per via endovenosa ed acquisendo immagini radiografiche che permettono di osservarne l'eliminazione lungo tutto l'apparato urinario. È un'indagine utile per valutare la morfologia dei reni e di tutte le vie escretrici. È possibile riconoscere quindi durante l'esame una fase nefrografica (in cui il parenchima renale è radiopaco), una calico-pielica (in cui sono visibili i calici , la pelvi renale e gli ureteri) ed una cistografica (in cui è evidente la vescica). Ormai questa tecnica è stata quasi ovunque soppiantata dall'Uro-TC (indagine eseguita utilizzando gli stessi principi, ma ricorrendo ad acquisizioni TC invece che radiografiche, che consentono una migliore valutazione tridimensionale).
È possibile somministrare il mezzo di contrasto anche direttamente dentro le vie urinarie usando un catetere inserito dall'uretra oppure per via percutanea (iniettando il mezzo di contrasto nella pelvi renale attraverso la pelle con un ago); tale tecnica è denominata pielografia. Lo studio della vescica effettuato riempiendola di mezzo di contrasto attraverso l'uretra è detto cistografia.

### Tomografia Computerizzata
Lo studio TC senza mezzo di contrasto permette di studiare in modo accurato la forma, la dimensione ed i rapporti dei reni con le strutture circostanti. Utilizzando il mezzo di contrasto è possibile studiare le masse renali ed eventualmente effettuare biopsie transcutanee delle stesse. Il mezzo di contrasto utilizzato è lo stesso impiegato in urografia e pertanto, come già detto, è possibile studiare anche la morfologia ed i rapporti anatomici delle vie escretrici acquisendo immagini più tardive (Uro-TC).

### Risonanza Magnetica
La RM è un'ottima alternativa alla TC nel caso questa sia controindicata (allergia al mezzo di contrasto, insufficienza renale moderata). La RM permette di distinguere molto bene la corticale dalla midollare renale e può essere utilizzata per caratterizzare le masse o le raccolte renali e perirenali, anche mediante controlli periodici in donne in età fertile o persone giovani (grazie al fatto che non utilizza radiazioni ionizzanti). Utilizzando sequenze T2 pesate è possibile far risaltare i liquidi nelle cavità renali e quindi visualizzare le alte vie escretrici (pielo-RM). È possibile inoltre effettuare studi utilizzando mezzi di contrasto a base di gadolinio ottenendo risultati sovrapponibili a quelli di un'uro-TC.

## Patologia di reni ed ureteri

Rene a ferro di cavallo visto alla TC

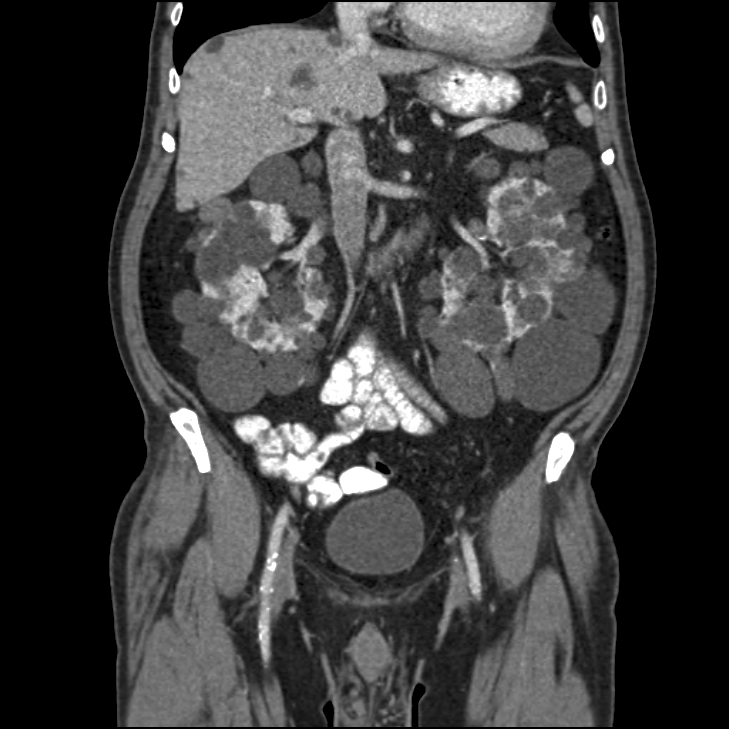
Rene policistico bilaterale visto alla TC

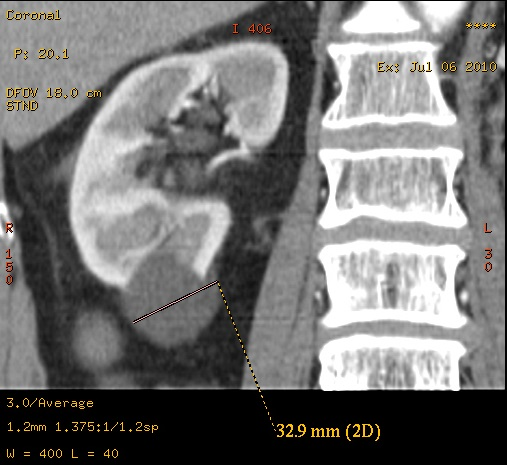
Cisti renale semplice vista alla TC

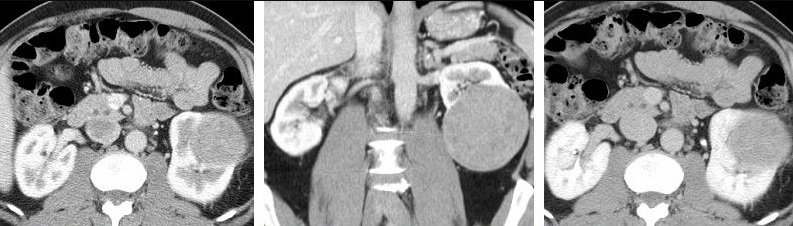
Carcinoma renale studiato mediante TC con mezzo di contrasto

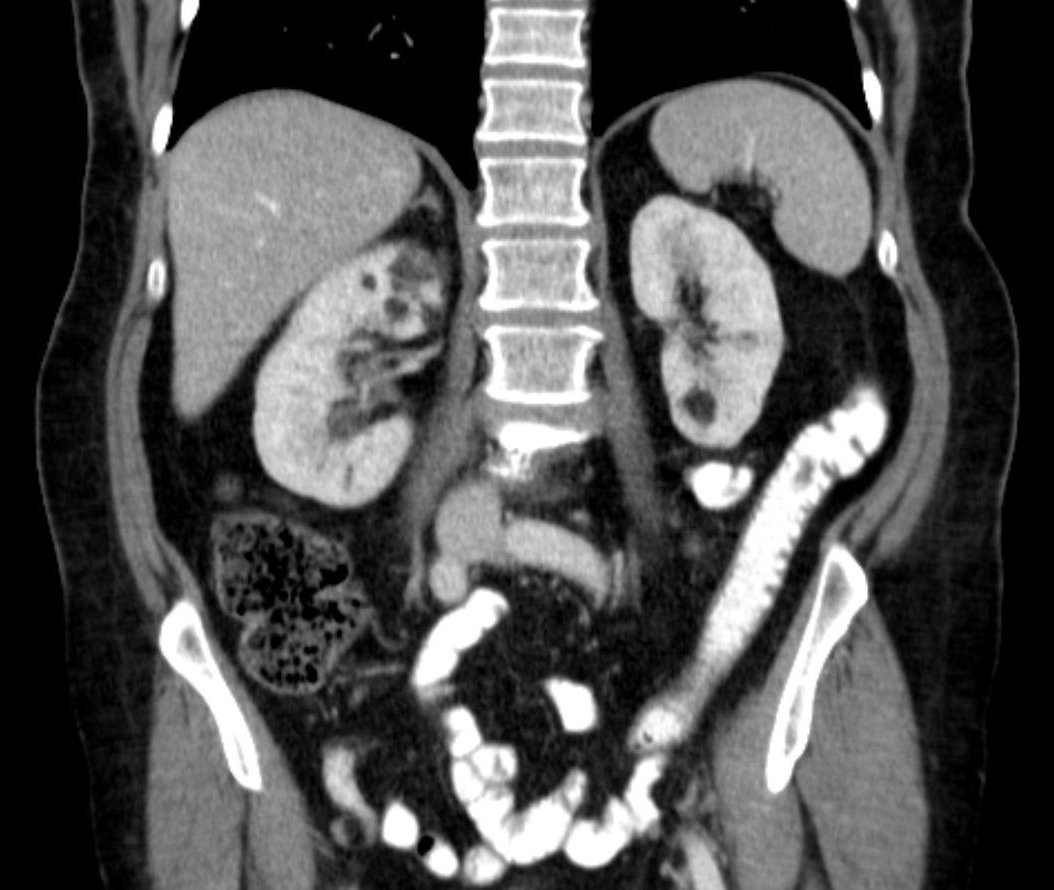
Angiomiolipomi renali multipli visti alla TC in un paziente con sclerosi tuberosa

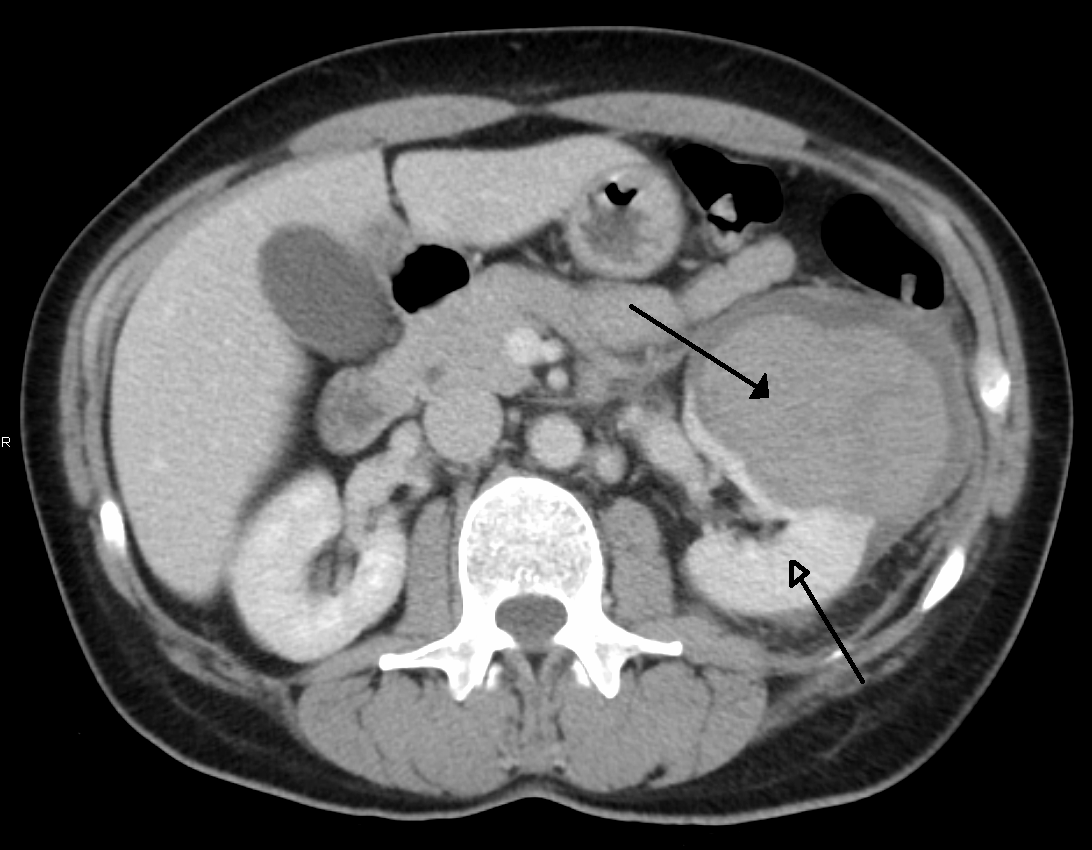
Ematoma renale in TC

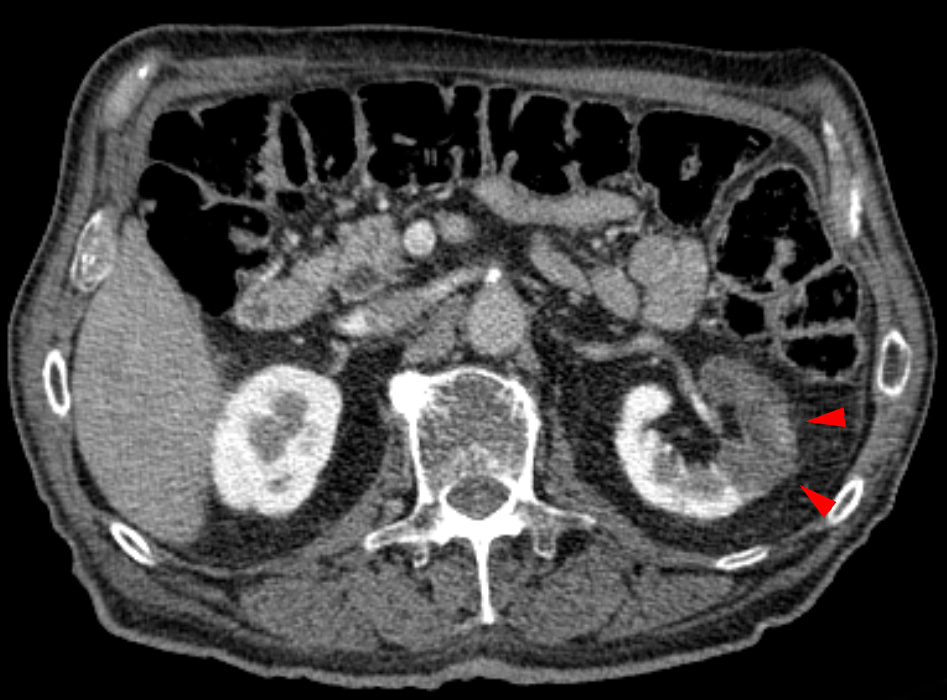
Infarto renale visto alla TC

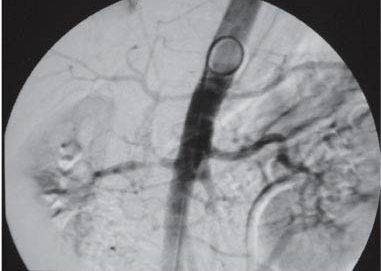
Stenosi dell'arteria renale vista in angiografia

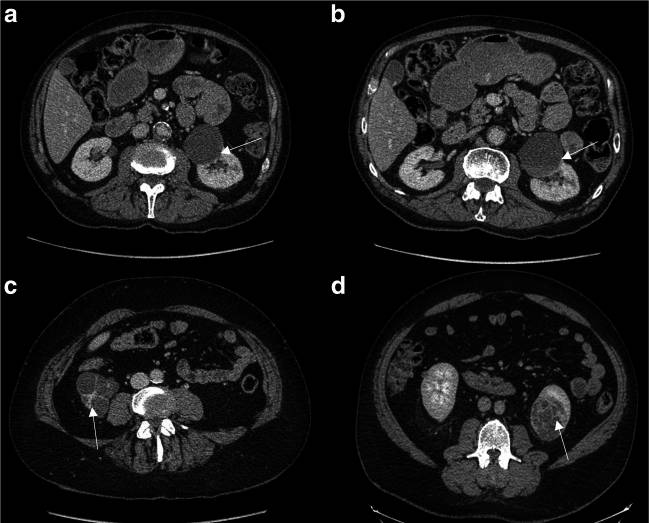
Classificazione di Bosniak delle cisti renali. (A) Cisti Bosniak IIf vista alla TC 6 mesi prima della sua diagnosi come carcinoma renale a cellule chiare per evoluzione a Bosniak IV (B). Cisti Bosniak III (C) che presenta setti con marcato enhancement dopo somministrazione di mezzo di contrasto da riferire anch'essa a carcinoma renale, come anche la cisti Bosniak IV (D) che presenta numerosi setti nel suo contesto.

La ricerca delle malformazioni renali in età pediatrica è di norma effettuata mediante l'ecografia; queste includono, l'aplasia (in tale quadro l'unico rene presente appare ipertrofico), la fusione dei 2 reni, l'ectopia renale, la distopia (rene localizzato dal lato opposto) ed il rene a ferro di cavallo (in quest'ultimo caso la TC con mezzo di contrasto consente di caratterizzare l'istmo che unisce i 2 reni a livello dei loro poli inferiori).A livello degli ureteri invece è possibile evidenziare sdoppiamenti (che drenano porzioni differenti di parenchima e con sbocco di entrambi in vescica o unione a valle), l'ureterocele (erniazione dell'uretere allo sbocco in vescica per stenosi del meato vescico-ureterale) ed il megauretere (che può essere congenito o secondario ad un'ostruzione). Mediante la cistografia (sia effettuata mediante radiografia con mezzo di contrasto sia utilizzando le metodiche medico-nucleari, descritte nella voce scintigrafia renale) è possibile documentare un eventuale reflusso di urina dalla vescica agli ureteri (reflusso vescico-ureterale).
Nelle glomerulonefriti, nella sindrome nefrosica e nelle pielonefriti i segni radiologici sono aspecifici: in fase acuta di sindromi nefrosiche e glomerulonefriti si può osservare aumento delle dimensioni dei reni ed ipoecogenicità/ipodensità parenchimale, mentre nelle glomerulonefriti croniche gli organi appaiono ridotti di dimensioni per fibrosi. Nelle pielonefriti si ha impregazione parenchimale disomogenea del mezzo di contrasto solo nelle forme croniche, associata a dismorfia dei calici. La TC in tali casi è utile anche per pianificare una biopsia renale.
La tubercolosi renale si manifesta alla TC mediante tipiche lesioni ipodense bilaterali orientate come le piramidi renali e con aspetto "a trifoglio" (dovute a distruzione del parenchima da parte del bacillo); tale quadro clinico evolve poi con distruzione del sistema collettore fino al quadro di rene "a mastice". Sono spesso presenti calcificazioni. L'ecografia in questi casi è poco utile.
Gli ascessi renali sono ben evidenti in ecografia come raccolte liquide con contenuto corpuscolato, margini non definiti e spesso setti interni. Mediante la TC queste caratteristiche sono meglio visibili ed è possibile inoltre rilevare anche la contemporanea presenza di aria.  La perinefrite deriva dalla rottura di un ascesso renale nello spazio perirenale, appare come una raccolta fluida perirenale a margini non ben definiti, che disloca il rene. La RM è utile per valutare le complicanze delle infezioni renali e, come la TC può essere usata per pianificare un eventuale drenaggio.
I calcoli renali sono di solito radiopachi, tuttavia non sono sempre facilmente identificabili tramite l'esame radiografico diretto dell'addome, in quanto possono sovrapporsi ai gas intestinali o essere confusi con calcificazioni di altra natura. L'ecografia consente di localizzare calcoli fino a 1–2 mm in diametro se localizzati nelle alte vie urinarie o in vescica come formazioni fortemente iperecogene che proiettano posteriormente alla sonda un cono d'ombra. In presenza di calcolosi ureterale è spesso presente idronefrosi, anch'essa ben visibile all'ecografia. L'urografia consente di localizzare quasi sempre un calcolo localizzato in qualunque punto dell'apparato urinario. La TC senza mezzo di contrasto è un esame che con una dose non elevata di radiazioni somministrata al paziente consente di localizzare calcoli anche molto piccoli, oltre a consentirne la caratterizzazione mediante lo studio della loro densità.
Le cisti renali sierose alla TC appaiono come lesioni ipodense ed a margini ben definiti, che non accumulano mezzo di contrasto. In ecografia le stesse lesioni appaiono ipo-anecogene. L'ecografia è anche l'indagine di primo livello per lo studio del rene policistico. Le cisti molto grandi e dolorose possono essere drenate mediante agoaspirato TC o ecoguidato..

### Classificazione di Bosniak per le cisti renali
Questa classificazione è utilizzata in ambito radiologico per la determinazione del rischio di malignità delle lesioni cistiche renali, in modo da indirizzare o meno verso un'eventuale asportazione chirurgica. Sebbene tale scala sia nata studiando tali lesioni mediante la TC è applicabile anche ad immagini ecografiche ed RM (queste ultime in alcuni casi sono in grado di mostrare dettagli non visibili alla TC). Vengono valutati lo spessore della parete delle cisti, la presenza di setti, calcificazioni o aggetti nel loro contesto così come il potenziamento dopo somministrazione del mezzo di contrasto.
| Classe | Descrizione | Indicazioni |
| ------ | --- | --- |
| I      | Contenuto liquido (densità fra -20 e 10 HU), no setti, calcificazioni, aggetti o potenziamento dopo mdc | Cisti benigna, follow up non indicato |
| II     | Possibile presenza di qualche setto che non si potenzia dopo mdc, possibili fini calcificazioni dei suddetti setti o della parete. Cisti ad elevata densità di dimensioni minori a 30 mm, a margini netti e che non presentano potenziamento dopo mdc                                           | Cisti benigna lievemente complicata, follow up non indicato |
| II F   | Setti multipli, minimo enhancement dopo mdc di questi o della parete, calcificazioni grossolane, senza componenti solide o impregnazione di mdc a livello del lume. Cisti ad elevata densità, di dimensioni < 30 mm, a margini netti, prive di enhancement dopo mdc e completamente intrarenali | Cisti moderatamente complicata. Indicato follow up TC o esecuzione di imaging RM per migliore definizione diagnostica (la lettera F sta per "follow up"). Sono spesso esiti emorragici o infiammatori ma a volte possono sottendere lesioni maligne (5% dei casi). Follow up da fare anche ogni 6 mesi per 4-5 anni. |
| III    | Pareti o setti spessi con enhancement dopo mdc misurabile (cisti emorragiche o infette di dimensioni minori di 30 mm, tumori cistici, nefroma cistico multiloculare) | Cisti maligna nel circa 50% dei casi. Indicata l'asportazione chirurgica. |
| IV     | Come la classe III con in più presenza di aggetti solidi non legati ai setti o alla parete che mostrano enhancement dopo mdc | Cisti quasi sicuramente maligna, indicata l'asportazione chirurgica. |

L'adenocarcinoma a cellule chiare è il principale tumore renale maligno dell'età adulta; di solito metastizza a livello dei polmoni, del cervello e dello scheletro, oltre a formare trombi neoplastici nella vene renale e cava inferiore. Di solito l'esame radiologico di primo livello nello studio di queste lesioni è l'ecografia, seguito dalla TC con mezzo di contrasto, che ha indicazioni diagnostiche, stadiative e di follow-up. In TC il carcinoma renale appare invasivo e presenta potenziamento dopo iniezione di mezzo di contrasto. In RM il carcinoma renale appare ipointenso nelle sequenze T1 pesate ed iperintenso in modo disomogeneo nelle sequenze T2 pesate; dopo somministrazione di mezzo di contrasto si osserva potenziamento del segnale. Le tecniche di radiologia interventistica consentono di effettuare biopsie TC od ecoguidate, trattare piccole lesioni mediante radiofrequenze o grosse lesioni mediante embolizzazioni dopo angiografia. La RM è usata come seconda scelta nel valutare il carcinoma a cellule renali quando non è possibile somministrare il mezzo di contrasto, ma rappresenta l'esame radiologico di primo livello nello studio del tumore di Wilms (il tumore maligno renale più frequente dell'età pediatrica) in quanto non utilizza radiazioni ionizzanti.
L'angiomiolipoma renale è uno dei più frequenti tumori benigni del rene; appare agli esami radiologici come una lesione rotonda ed a margini netti, iperecogena ed omogenea all'ecografia, con densità lipidica alla TC senza mezzo di contrasto (per tale ragione la TC permette in questo caso di fare diagnosi). Un adenoma renale non può essere differenziato con le metodiche radiologiche da un adenocarcinoma.
I traumi a carico dei reni possono portare a rotture del parenchima, danni ai sistemi colletori o ai vasi (con associati spandimenti di urina o sangue oppure ostruzioni vascolari). L'ecografia è l'indagine di norma di prima istanza, l'urografia permette di studiare in dettaglio il rene traumatizzato (studio della funzionalità parenchimale e di integrità delle vie escretrici), ma l'indagine di primo livello nel politraumatizzato è la TC con mezzo di contrasto. L'angiografia è utilizzata nel sospetto di occlusione vascolare post-traumatico.
L'infarto renale può essere visualizzato all'ecografia come un'area caratterizzata da assenza del segnale color-doppler, oppure mediante TC con mezzo di contrasto, ove si presenta come una zona di forma triangolare ipodensa.
La stenosi dell'arteria renale viene di norma valutata in prima istanza con l'ecografia doppler. L'esame di secondo livello in questa patologia è l'angio-TC, che consente anche di caratterizzare la stenosi stessa oltre a misurare il diametro del lume residuo, con accuratezza quasi del 100% in caso di stenosi emodinamicamente significative. La TC è anche utile nel follow-up dopo il trattamento di questi pazienti. LA RM viene in questi casi impiegata ove non sia possibile utilizzare il mezzo di contrasto organoiodato, tuttavia è meno efficiente della TC nel valutare le diramazioni più distali ed a volte sovrastima l'entità della stenosi; d'altro canto l'accurata capacità di valutare le porzioni prossimali dell'arteria renale la rende l'esame di prima scelta nella valutazione di persone a rischio di insufficienza renale, anziani, ipertesi e diabetici. L'uso dell'angiografia è di norma riservato ai casi ove è necessario un intervento terapeutico (posizionamento di stent, fibrinolisi di una trombosi dell'arteria renale).
La trombosi della vena renale si evidenzia all'ecografia come ingrandimento dell'organo e sua ipoecogenicità per edema, con associato assente segnale di flusso al color-doppler. La RM consente invece di descrivere in modo accurato l'estensione della trombosi e, mediante l'impiego del mezzo di contrasto, determinarne l'eventuale natura neoplastica (l'interessamento da parte di tessuto neoplastico del vaso si presenta come iperintensità dopo somministrazione di mezzo di contrasto).

## Patologia della vescica

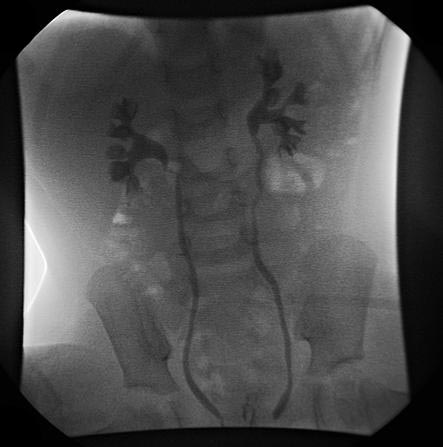
Reflusso vescico-ureterale bilaterale visto in cistografia

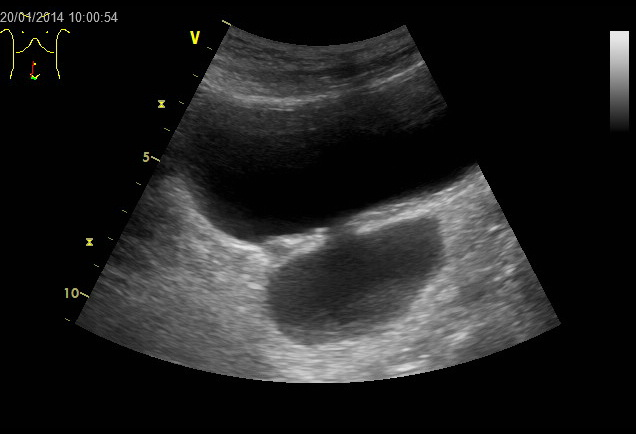
Diverticolo vescicale visto in ecografia

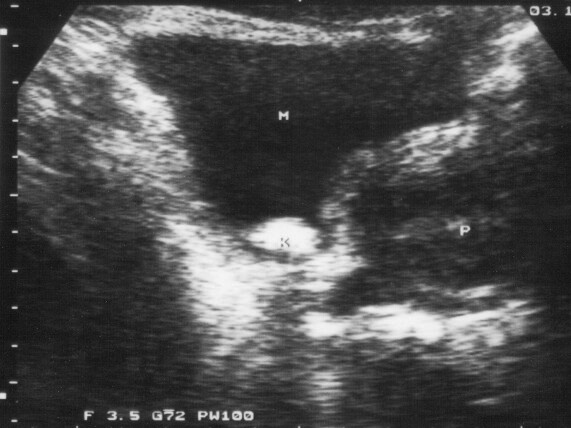
Calcolo in vescica rilevato mediante ecografia

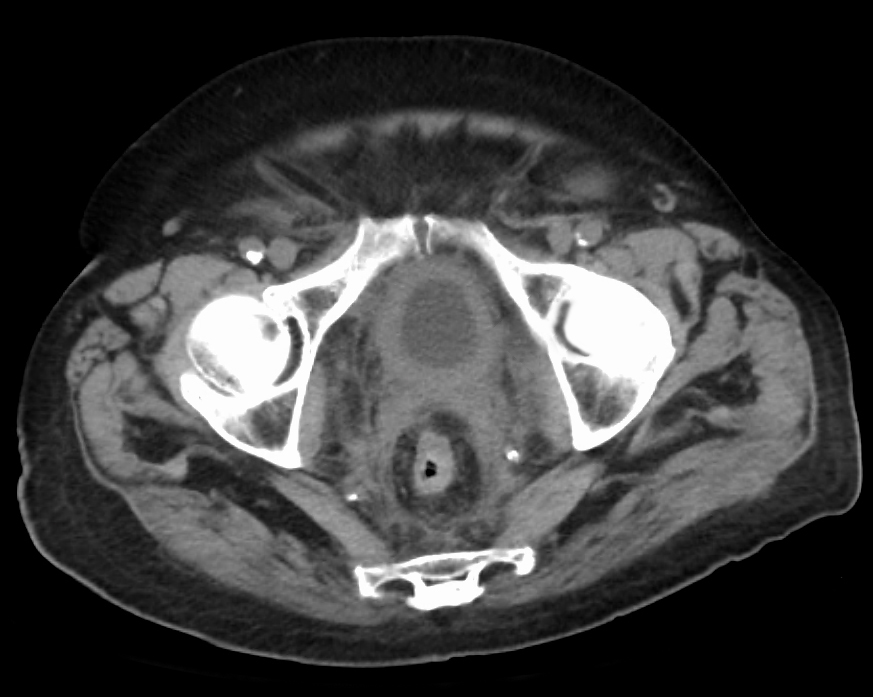
Inspessimento neoplastico della parete vescicale rilevato alla TC

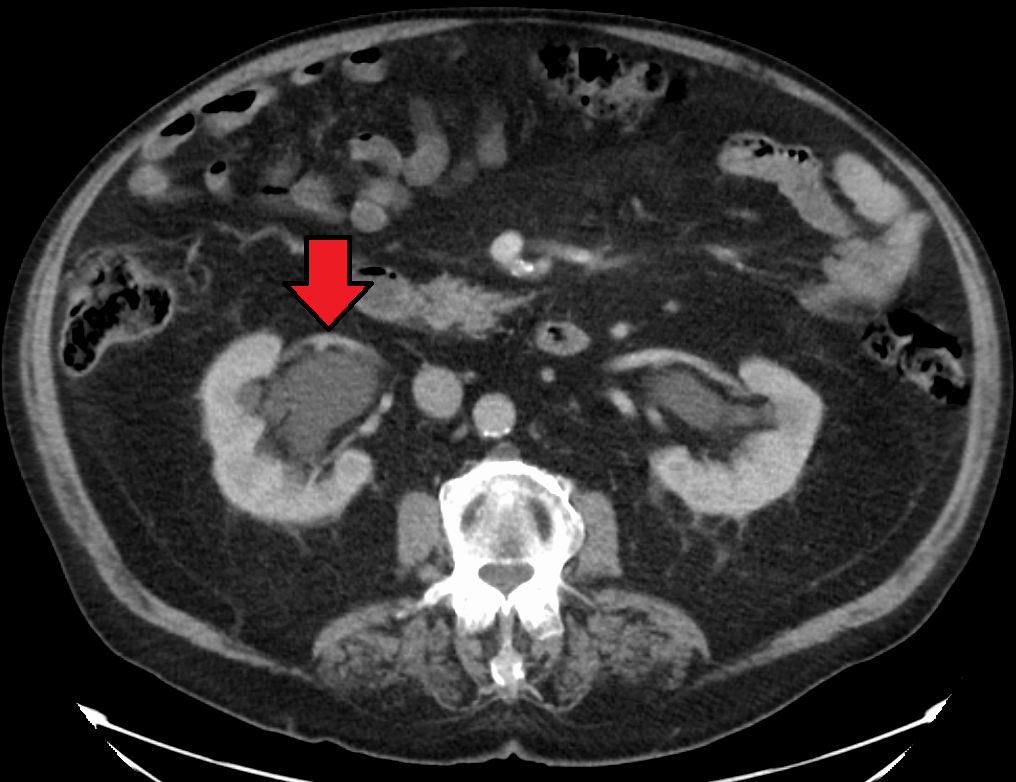
Idronefrosi bilaterale causata da un tumore vescicale ostruente gli ureteri a valle

La stenosi del collo vescicale può essere diagnosticata mediante l'uretrocistografia minzionale, sia radiografica che radioisotopica. Allo studio radiografico la vescica in tali casi assume una forma conica ed è spesso presente reflusso vescico-ureterale.
Le valvole uretrali (presenti solo nel maschio) alla cistografia radiografica appaiono come sottili difetti di riempimento lineari associati a dilatazione dell'uretra posteriore ed ipertrofia colonnare (vescica da sforzo).
In alcuni casi l'uraco può non andare in involuzione durante la vita intrauterina; in tali casi può essere identificato dall'ecografia (mentre la cistografia lo evidenzia se comunica con il resto delle vie escretrici).
Nell'estrofia completa della vescica (grave malformazione che coinvolge le pareti addominali e vescicali anteriori, oltre allo scheletro del pube) l'esame radiografico diretto e l'urografia permettono di descrivere al meglio le alterazioni. La forma incompleta invece riguarda solo la parete anteriore della vescica.
La cistografia è utilizzata anche nella valutazione dell'ipospadia.
Le cistiti acute sono mute dal punto di vista radiologico, in quelle croniche la vescica appare all'ecografia di dimensioni ridotte ed irregolare. Nelle cistiti micotiche è possibile osservare materiale ipodenso nel lume dell'organo, mentre in quelle post-attiniche la parete apare inspessita e poco distensibile. Un'eventuale metaplasia squamosa se focale può simulare una forma tumorale. Nelle uretriti è possibile osservare inspessimento del collo vescicale.
I calcoli che sono discesi in vescica e non sono stati espulsi sono ben evidenti in ecografia e cambiano di posizione con il variare del decupito. L'ecografia transrettale permette uno studio accurato dell'uretra posteriore. In caso di ostruzione uretrale si può osservare un quadro di vescica da sforzo.
I traumi vescicali sono ben studiabili tramite l'uretrocistografia retrograda, che ben evidenzia eventuali raccolte di sangue e urina. La TC permette di fare la stessa cosa ed è la metodica di elezione nel paziente politraumatizzato. L'ecografia è poco utile nella diagnostica dei traumi vescicali (in quanto spesso la vescica del paziente in urgenza non è piena), tuttavia può aiutare nell'inserimento di cateteri di drenaggio.
L'ecografia è l'indagine di primo livello per lo studio del tumore della vescica assieme al citologico urinario in quanto permette di distinguere le forme  peduncolate da quelle sessili, oltre ad evidenziare una rigidità locale della parete. La cistoscopia in questi casi è l'indagine di elezione. L'urografia può essere utile per rilevare eventuali lesioni sincrone nel restante apparato urinario. TC ed RM sono usate invece nella stadiazione locale ed a distanza, come pure nel follow-up. La RM con mezzo di contrasto o eseguita utilizzando sequenze al tensore di diffusione è più affidabile della TC nello studiare l'invasione locale da parte della malattia. Le sequenze di diffusione possono inoltre permettere di distinguere una linfoadenopatia metastatica da una che non lo è.